# Baiami brockmani
Espèce
Baiami brockmani est une espèce d'araignées aranéomorphes de la famille des Desidae.

## Distribution
Cette espèce est endémique du South West en Australie-Occidentale,.

## Description
La carapace des mâles mesure de 3,05 à 4,60 mm de long sur 2,37 à 3,42 mm de large, son abdomen de 2,00 à 4,60 mm de long. La carapace des femelles mesure de 3,80 à 5,75 mm de long sur 2,59 à 3,85 mm de large, son abdomen de 3,60 à 7,00 mm de long.

## Systématique et taxinomie
Cette espèce a été décrite par Gray en 1982.

## Étymologie
Son nom d'espèce, composé de brockman et du suffixe latin -ensis, « qui vit dans, qui habite », lui a été donné en référence au lieu de sa découverte, le parc national Brockman.

## Publication originale
- Gray, 1982 : « A revision of the spider genus Baiami Lehtinen (Araneae, Amaurobioidea). » Records of the Australian Museum, vol. 33, p. 779-802 (texte intégral).